# Off the Wall (album)
Off the Wall is een album van Michael Jackson uit 1979.

## Geschiedenis
Michael Jackson was al een jaar of tien populair als zanger van de Jackson 5 (vanaf 1976 bekend als The Jacksons) en als solozanger, onder meer van de hits Ben en Got To Be There. In 1976 stapten hij en zijn broers over van Motown naar het label Epic Records, onderdeel van CBS. 
In 1978 speelde Michael de rol van de vogelverschrikker in een muzikale versie van The Wizard of Oz, getiteld The Wiz. Hoewel de film commercieel en artistiek niet aan de verwachtingen voldeed, betekende hij een mijlpaal in Michael's carrière. De muziek in de film werd namelijk verzorgd door Quincy Jones, met wie Michael vervolgens een jarenlange samenwerking startte. Het eerste project na The Wiz  was Off The Wall, waarvan de opnamen eind 1978 begonnen.
De pas 20-jarige Michael had bij het maken van dit solo-album veel meer creatieve zelfstandigheid afgedwongen dan bij zijn vorige solo-albums die nog op Motown waren uitgebracht. Zo schreef en (co-)produceerde hij een flink aantal nummers en bepaalde hij grotendeels zelf hoe het album moest klinken. Een van de voorwaarden was dat het album anders moest klinken dan het werk dat hij met zijn broers in The Jacksons had gemaakt.
Het resultaat was een album dat een aantal grote hits voortbracht - met name Don't Stop 'til You Get Enough - en dat achteraf een succesvolle en veelbelovende opstap was naar het ongekende succes dat Jackson en Jones in de jaren 80 zouden scoren met Thriller en Bad.

## Nummers

### Album
| Nr. | Titel                          | Schrijver(s)           | Producer(s)                 | Duur |
| --- | ------------------------------ | ---------------------- | --------------------------- | ---- |
| 1.  | Don't Stop 'Til You Get Enough | Michael Jackson        | Quincy Jones, Jackson (co.) | 6:05 |
| 2.  | Rock with You                  | Rod Temperton          | Jones                       | 3:40 |
| 3.  | Working Day and Night          | Jackson                | Jones, Jackson              | 5:14 |
| 4.  | Get on the Floor               | Jackson, Louis Johnson | Jones, Jackson (co.)        | 4:50 |

| Nr. | Titel                                          | Schrijver(s)                     | Producer(s) | Duur |
| --- | ---------------------------------------------- | -------------------------------- | ----------- | ---- |
| 5.  | Off the Wall                                   | Temperton                        | Jones       | 4:06 |
| 6.  | Girlfriend                                     | Paul McCartney                   | Jones       | 3:04 |
| 7.  | She's Out of My Life                           | Tom Bahler                       | Jones       | 3:38 |
| 8.  | I Can't Help It                                | Stevie Wonder, Susaye Greene     | Jones       | 4:30 |
| 9.  | It's the Falling in Love (feat. Patti Austin+) | Carole Bayer Sager, David Foster | Jones       | 3:48 |
| 10. | Burn This Disco Out                            | Temperton                        | Jones       | 5:24 |

### Special edition (2001)
11. Don't Stop 'til You Get Enough (demoversie)
12. Workin' Day and Night (demoversie)
(Aangevuld met enkele gesproken interviews met Quincy Jones en Rod Temperton)

## Credits
- Patti Austin - leadvocalen en achtergrondvocalen voor It's the Falling in Love
- Michael Boddicker - synthesizer
- Paulinho da Costa - percussie
- George Duke - synthesizer
- David Foster - synthesizer
- Jim Gilstrap - achtergrondvocalen voor Don't Stop 'til You Get Enough
- Gary Grant - trompet
- Richard Heath - percussie
- Jerry Hey - trompet en bugel
- Marlo Henderson - gitaar
- Kim Hutchcroft - saxofoon en fluit
- Michael Jackson - leadvocalen, achtergrondvocalen en percussie
- Randy Jackson - percussie
- Mortonette Jenkins - achtergrondvocalen voor Don't Stop 'til You Get Enough
- Quincy Jones - producent en arrangementen
- Augie Johnson - achtergrondvocalen voor Don't Stop 'til You Get Enough
- Louis Johnson - basgitaar
- Johnny Mandel - strijkersarrangement voor She's Out of My Life en I Can't Help It
- Paulette McWilliams - achtergrondvocalen voor Don't Stop 'til You Get Enough
- Greg Philliganes - keyboards, klarinet
- Steve Porcaro - synthesizer
- William Reichenbach - trombone
- John Robinson - drums
- The Seawind Horns - blazers
- Bruce Swedien - opname-technicus
- Rod Temperton - arrangementen
- Phil Upchurch - gitaar
- Gerard Vinci - concertmeester voor She's Out of My Life en I Can't Help It
- Bobby Watson - basgitaar
- Wah Wah Watson - gitaar
- David Williams - gitaar
- Larry Williams - saxofoon en fluit
- Zedric Williams - achtergrondvocalen voor Don't Stop 'til You Get Enough
- David “Hawk” Wolinski - elektrische piano